# Брюс Гік
Брюс Гік (англ. Bruce Hick, 20 серпня 1963) — австралійський академічний веслувальник.
Бронзовий призер Олімпійських Ігор 1996 року в складі парної двійки легкої ваги, учасник 2000 року.
Чемпіон світу 1991 (парна четвірка легкої ваги), 1992, 1993 років у складі парної двійки легкої ваги, срібний призер 1994 (розпашні четвірки без стернового легкої ваги), 1999 (парні двійки легкої ваги) років, бронзовий призер 1990 (парні четвірки легкої ваги), 1995 (парні двійки легкої ваги) років.
Чемпіон співдружності 1994 року в складі розпашної четвірки без стернового легкої ваги.